# Österreichische Alpine Skimeisterschaften 1975
Die Österreichischen Alpinen Skimeisterschaften 1975 fanden vom 12. bis zum 14. Februar in Wagrain und Zell am See (Slalom, Riesenslalom) sowie am 3. und 4. April in Zauchensee (Abfahrt) statt. Ursprünglich hätten alle Bewerbe vom 13. bis zum 16. Februar in Lienz stattfinden sollen.

## Herren

### Abfahrt
| Platz | Name                  | Zeit        |
| ----- | --------------------- | ----------- |
| 01    | Ernst Winkler         | 1:33,63 min |
| 02    | Karl Cordin           | 1:35,34 min |
| 03    | Reinhard Tritscher    | 1:35,59 min |
| 04    | Uli Spieß             | 1:36,09 min |
| 05    | Klaus Eberhard        | 1:36,32 min |
| 06    | Werner Margreiter     | 1:36,50 min |
| 07    | Hans Purtscher        | 1:36,80 min |
| 08    | Helmut Klingenschmid  | 1:37,46 min |
| 09    | Manfred Grabler (AUS) | 1:37,52 min |
| 10    | Kurt Engstler         | 1:37,66 min |

Datum: 4. April 1975

Ort: Zauchensee

Piste: Gamskogel-Ost

Länge: 3200 m

Franz Klammer nahm nicht teil, wofür taktische Gründe genannt wurden, denn seine Konkurrenten hätten schlechte FIS-Punkte erhalten können.

### Riesenslalom
| Platz | Name               | Zeit        |
| ----- | ------------------ | ----------- |
| 01    | Thomas Hauser      | 2:10,15 min |
| 02    | Hans Hinterseer    | 2:11,26 min |
| 03    | Reinhard Tritscher | 2:12,12 min |
| 04    | Hubert Berchtold   | 2:12,23 min |
| 05    | Johann Kniewasser  | 2:12,33 min |
| 06    | Josef Loidl        | 2:12,99 min |
| 07    | Josef Prieler      | 2:13,17 min |
| 08    | Robert Schuchter   | 2:13,26 min |
| 09    | Manfred Brunner    | 2:13,32 min |
| 10    | Leopold Gruber     | 2:13,39 min |

Datum: 13. Februar 1975

Ort: Zell am See

Piste: Wimm

Länge: 1100 m

### Slalom
| Platz | Name               | Zeit        |
| ----- | ------------------ | ----------- |
| 01    | Josef Pechtl       | 2:05,36 min |
| 02    | Robert Schuchter   | 2:05,71 min |
| 03    | Johann Kniewasser  | 2:05,87 min |
| 04    | Othmar Kirchmair   | 2:05,91 min |
| 05    | Hubert Berchtold   | 2:07,48 min |
| 06    | Reinhard Tritscher | 2:07,99 min |
| 07    | Uli Spieß          | 2:08,37 min |
| 08    | Andre Arnold       | 2:08,39 min |
| 09    | Josef Hessenberger | 2:08,54 min |
| 10    | Josef Prieler      | 2:08,75 min |

Datum: 14. Februar 1975

Ort: Zell am See

Piste: Wimm

Tore 1. Lauf: 75, Tore 2. Lauf: 69

### Kombination
Die Kombination setzt sich aus den Ergebnissen von Slalom, Riesenslalom und Abfahrt zusammen.
| Platz | Name                 | Punkte |
| ----- | -------------------- | ------ |
| 1     | Reinhard Tritscher   | 035,08 |
| 2     | Helmut Klingenschmid | 074,46 |
| 3     | Hans Enn             | 080,99 |
| 4     | Anton Steiner        | 086,17 |
| 5     | Josef Prieler        | 094,37 |
| 6     | Walter Plössnig      | 100,76 |

## Damen

### Abfahrt
| Platz | Name                  | Zeit        |
| ----- | --------------------- | ----------- |
| 01    | Nicola Spieß          | 1:29,28 min |
| 02    | Brigitte Totschnig    | 1:29,52 min |
| 03    | Wiltrud Drexel        | 1:29,69 min |
| 04    | Martina Ellmer        | 1:30,08 min |
| 05    | Marianne Ranner       | 1:30,11 min |
| 06    | Ingrid Schmid-Gfölner | 1:30,40 min |
| 07    | Brigitte Schroll      | 00000? min  |
| 08    | ?                     | 00000? min  |
| 09    | Elfi Deufl            | 00000? min  |
| 10    | ?                     | 00000? min  |

Datum: 3. April 1975

Ort: Zauchensee

Länge: 2900 m

Spieß gewann mit Nr. 23; Moser-Pröll nahm nicht daran teil, sie hatte bereits zuvor ihren Rücktritt erklärt.

### Riesenslalom
| Platz | Name                  | Zeit        |
| ----- | --------------------- | ----------- |
| 01    | Annemarie Moser-Pröll | 1:11,36 min |
| 02    | Monika Kaserer        | 1:12,17 min |
| 03    | Brigitte Schroll      | 1:12,82 min |
| 04    | Nicola Spieß          | 1:12,88 min |
| 05    | Irmgard Lukasser      | 1:13,01 min |
| 06    | Wiltrud Drexel        | 1:13,11 min |
| 07    | Marianne Ranner       | 1:13,26 min |
| 08    | Ingrid Eberle         | 1:14,01 min |
| 09    | Martina Ellmer        | 1:14,05 min |
| 10    | Brigitte Totschnig    | 1:14,38 min |

Datum: 12. Februar 1975

Ort: Wagrain

Piste: Widmooshang

Länge: 970 m

### Slalom
| Platz | Name                  | Zeit        |
| ----- | --------------------- | ----------- |
| 01    | Annemarie Moser-Pröll | 1:19,64 min |
| 02    | Brigitte Schroll      | 1:21,16 min |
| 03    | Brigitte Totschnig    | 1:21,46 min |
| 04    | Marlies Mathis        | 1:22,05 min |
| 05    | Heidi Bauer           | 1:22,50 min |
| 06    | Elfi Deufl            | 1:22,56 min |
| 07    | Martina Ellmer        | 1:23,82 min |
| 08    | Heidi Riedler         | 1:26,02 min |
| 09    | Steiger               | 1:26,38 min |
| 10    | Haaser                | 1:26,69 min |

Datum: 13. Februar 1975

Ort: Wagrain

Piste: Widmooshang

### Kombination
Die Kombination setzt sich aus den Ergebnissen von Slalom, Riesenslalom und Abfahrt zusammen.
| Platz | Name               | Punkte |
| ----- | ------------------ | ------ |
| 1     | Brigitte Schroll   | 034,62 |
| 2     | Brigitte Totschnig | 041,42 |
| 3     | Martina Ellmer     | 058,61 |
| 4     | Elfi Deufl         | 063,14 |
| 5     | Heidi Bauer        | 084,77 |
| 6     | Langer             | 154,43 |